# 黒田真二
黒田 真二（くろだ しんじ、1958年7月25日 - 2020年9月15日）は、広島県比婆郡東城町（現：庄原市）出身のプロ野球選手（投手）。右投右打。

## 来歴・人物

### アマチュア時代
小学生のころから広島カープのファンで、中学から本格的に野球を始める。出身の比婆郡は当時まだヒバゴンブームの熱気が残り、黒田も同出身地と話題を呼んだ。中学3年だった1973年、夏の甲子園大会で優勝した広島商を見て、崇徳高校の選手として対戦してみたいと思ったという。
2年時に、エースとして1975年夏の甲子園県予選決勝に進むが、谷真一らのいた広島商に敗れる。しかし同年の秋季中国大会は決勝で岡山東商を完封、翌1976年春の選抜への出場を決める。久保和彦監督に率いられた崇徳は、チームメートの應武篤良、山崎隆造、小川達明らとともに勝ち進み、決勝で小山高を降し初の全国制覇。この年の崇徳は"センバツ史上最強チーム"とも称された。超高校級投手と騒がれ、甘いマスクもあり女性ファンを集めた。夏の甲子園県予選準決勝では広島商からノーヒットノーランを達成、決勝でも浜本龍治のいた尾道商に快勝。夏の甲子園では春夏連覇を期待されたが、3回戦で酒井圭一を擁する長崎・海星高に敗退。

### 入団拒否から社会人野球へ
同年11月のプロ野球ドラフト会議では酒井圭一と並んで高校生の目玉とされた。広島とは相思相愛で他球団には指名しないよう要望していたが、指名順が広島の2つ前だった日本ハムファイターズが1位で強行指名。
広島は結局チームメイトの山崎隆造を1位指名。日本ハムへの入団を拒否する自分の意思とプロ入りを勧める周囲の意見との間で悩んでいる時に日本鋼管福山の監督と出会い、同社入りを決意する。しかし、環境の変化に対応できず気管支喘息で入院し1年で退社。
野球を続けたいという気持ちが沸いてきた中、誘いがあったリッカーに入団。社会人野球では例のない移籍となるため1年間の出場停止となる、しかし1980年には山内和宏と投の二本柱を組み、社会人野球日本選手権に出場。1回戦では先発し、山内とのリレーで新日本製鐵堺を完封。2回戦は山内が打ち込まれ日本楽器に敗退した。その後も都市対抗野球大会の補強選手に選ばれるなど活躍。しかし若手の中西清起（1981年入社で、黒田と同じくセンバツ優勝投手）の台頭やリッカーの経営不振もあり当時の野球部長からもプロ入りを勧められ、本人もこの時点では特定の球団へのこだわりを捨てて自分を評価してくれる球団ならどこでも入団するという姿勢を取ったことから、1982年オフにドラフト外でヤクルトスワローズに入団した。

### ヤクルト入団後
1年目は未勝利だったが査定で5勝と評価される。武上四郎監督からはオフの完全休養を許可されたが、新たに投手コーチに就任した土橋正幸が休養に異を唱え、投げ込みを指示してそれに従った結果、右肘を故障し翌年は登板数が激減する。1987年、コントロールの良さを買われてボブ・ホーナーの打撃投手を務め、オフに現役引退し正式に打撃投手として契約。
1999年に退団した後は、東京都八王子市の自宅でスナックを経営。
2020年9月15日、肺がんのため、死去した。62歳没。

## 詳細情報

### 年度別投手成績
| 年 度     | 球 団     | 登 板 | 先 発 | 完 投 | 完 封 | 無 四 球 | 勝 利 | 敗 戦 | セ 丨 ブ | ホ 丨 ル ド | 勝 率 | 打 者 | 投 球 回 | 被 安 打 | 被 本 塁 打 | 与 四 球 | 敬 遠 | 与 死 球 | 奪 三 振 | 暴 投 | ボ 丨 ク | 失 点 | 自 責 点 | 防 御 率 | W H I P |
| --------- | --------- | ----- | ----- | ----- | ----- | -------- | ----- | ----- | -------- | ----------- | ----- | ----- | -------- | -------- | ----------- | -------- | ----- | -------- | -------- | ----- | -------- | ----- | -------- | -------- | ------- |
| 1983      | ヤクルト  | 32    | 4     | 0     | 0     | 0        | 0     | 5     | 2        | --          | .000  | 320   | 72.0     | 86       | 11          | 23       | 4     | 2        | 37       | 1     | 0        | 42    | 38       | 4.75     | 1.51    |
| 1984      | ヤクルト  | 7     | 1     | 0     | 0     | 0        | 0     | 1     | 0        | --          | .000  | 53    | 11.1     | 19       | 5           | 2        | 0     | 1        | 3        | 0     | 0        | 11    | 10       | 7.94     | 1.85    |
| 1986      | ヤクルト  | 10    | 1     | 0     | 0     | 0        | 0     | 1     | 0        | --          | .000  | 84    | 19.2     | 20       | 2           | 5        | 0     | 3        | 7        | 0     | 0        | 14    | 10       | 4.58     | 1.27    |
| 通算：3年 | 通算：3年 | 49    | 6     | 0     | 0     | 0        | 0     | 7     | 2        | --          | .000  | 457   | 103.0    | 125      | 18          | 30       | 4     | 6        | 47       | 1     | 0        | 67    | 58       | 5.07     | 1.50    |

### 記録
- 初登板：1983年4月12日、対読売ジャイアンツ戦（明治神宮野球場）、4回表から救援登板　1回1/3を1失点
- 初先発：1983年6月1日、対横浜大洋ホエールズ戦（平和台野球場）、3回2失点
- 初セーブ：1983年6月17日、対阪神タイガース戦（明治神宮野球場）、7回表2死から救援登板・完了、2回1/3無失点

### 背番号
- 22（1983年 - 1987年）
- 92（1988年 - 1999年）